# Dasychela ocellus
Dasychela ocellus är en tvåvingeart som först beskrevs av Walker 1848.  Dasychela ocellus ingår i släktet Dasychela och familjen bromsar. Inga underarter finns listade i Catalogue of Life.